# Florence, Colorado
Florence är en ort i Fremont County i Colorado. Vid 2010 års folkräkning hade Florence 3 881 invånare.